# Elizabeth Norment
Elizabeth Norment, de son vrai nom Elizabeth Larrabee Norment, née le 31 décembre 1952 à Washington, en District of Columbia, aux (États-Unis), et morte le 13 octobre 2014 , au Memorial Sloan-Kettering Cancer Center, de New York, dans l'État de New York, aux (États-Unis), est une actrice américaine. Bien qu'elle ait fait plusieurs apparitions dans des séries telles que Urgences et New York, police judiciaire, elle est principalement connue pour son rôle dans la série House of Cards.

## Filmographie
- 2006 : New York, unité spéciale (saison 7, épisode 17) : l'intendante